# The Price Paid
The Price Paid è un cortometraggio muto del 1914 diretto da Webster Cullison.

## Produzione
Prodotto dalla Eclair American, il film venne girato a Tucson, in Arizona.

## Distribuzione
Il cortometraggio uscì nelle sale cinematografiche statunitensi il 12 agosto 1914, distribuito dall'Universal Film Manufacturing Company.